# Мороз, Валентин Яковлевич
Валенти́н Я́ковлевич Моро́з (укр. Валенти́н Я́кович Моро́з; 15 апреля 1936, Холонов — 16 апреля 2019) — советский и украинский историк, один из наиболее радикальных представителей украинского национального движения, бывший политзаключённый, политический диссидент, писатель
, автор более 30 книг, педагог.

## Биография
Родился в селе Холонов в крестьянской семье. После окончания школы поступил на исторический факультет Львовского университета, затем в заочную аспирантуру (на очную не приняли из-за неудовлетворительной оценки по истории КПСС). Работал завучем и учителем сельской школы, а с 1964 года — преподавателем Луцкого государственного педагогического института, потом Ивано-Франковского государственного педагогического института. В Луцке Валентин Мороз писал кандидатскую диссертацию, в которой исследовал луцкий процесс 1934 года над членами КПЗУ.
Был арестован в сентябре 1965 года, осуждён по статье 62 Уголовного Кодекса УССР (антисоветская агитация и пропаганда) на 4 года лагерей. Наказание отбывал в исправительной колонии ЖХ-385-17-А в Мордовии, тогда в самиздате выходит его «Репортаж из заповедника имени Берия».
1 июня 1970 года он был снова арестован, в ходе закрытого судебного процесса был приговорён к 9 годам лишения свободы и 5 годам ссылки по статье 62 УК УССР, часть 2, что вызвало острую негативную реакцию не только на Украине, но и за её пределами.
В 1979 году, в результате переговоров на высшем уровне между СССР и США, Валентин Мороз, в то время отбывающий наказание в ИТК усиленного режима в г. Новомосковске Тульской области, вместе с ещё тремя политзаключёнными (Кузнецовым, Дымшицем, Гинзбургом) и религиозным диссидентом Винсом — был обменян на двух граждан СССР, которые обвинялись в США в шпионаже.
Оказавшись за границей, Мороз сначала жил в США, потом в Канаде.
В 1990 году вернулся на Украину. Преподавал во Львовском институте физкультуры.